# Ионеску, Нае
Нае Ионеску (настоящие имя и фамилия — Николае К. Ионеску) (рум. Nae Ionescu; 4 [16] июня 1890, Брэила — 15 марта 1940, Бухарест) — румынский философ, логик, журналист, редактор, публицист, политик, педагог, профессор, доктор философии.

## Биография
Из крестьян. В 1912 году окончил литературный факультет Бухарестского университета, посещал группу философов. Учительствовал в школах Бухареста. Позже продолжил обучение в университетах Гёттингена, Вены и Мюнхена, где в 1919 году получил докторскую степень.
По возвращении на родину с 1920 года в качестве профессора истории философии, логики и метафизики читал лекции в Бухарестском университете.
Ультраправый политик, известный своим антисемитизмом. Одна из наиболее харизматических фигур того времени. По его стопам его ученики и последователи один за другим стали вступать в Железную гвардию.
Являлся популярным лектором и идеологом легионерского Движения, философом сократической модели, знаковой фигурой предвоенной румынской культуры. Был создателем системы мышления, в которой философия — это не только акт разума, но и акт воли.
Его лекции по сравнительному религиоведению, философии и мистицизму, а позднее по проблемам национализма оказали глубокое влияние на ряд румынских мыслителей, в том числе М. Элиаде, Э. М. Чорана, Михаила Себастьяна и других.
Вместе с Георге Раковяну основал теологический журнал «Предания», редактировал влиятельную газету «Cuvântul» (на страницах которой публиковались Мирча Элиаде, Константин Нойка, Георге Раковяну и Драгош Протопопеску).
После подавления королём Румынии Каролем II выступления Железной гвардии за свою приверженность организации вместе с М. Элиаде был отправлен в концлагерь Меркуря-Чук.
Чудом оставшись в живых после заключения в концлагере, Ионеску был заключён под домашний арест. 15 марта 1940 года профессор был отравлен: полицейскому, который держал его под стражей, было поручено подменить лекарства, которые он принимал из-за проблем с сердцем.

## Избранные труды
- Doctrinele partidelor politice — Sindicalism (1924; Доктрины политических партий — Синдикализм)
- Fenomenul Legionar (1940; Легионерский феномен)
- Istoria logicei (1940; История логики)